# Idestrup
Idestrup er en by midt på Falster med 1.125 indbyggere  (2024), beliggende 5 km nordøst for Væggerløse, 21 km nord for Gedser, 19 km syd for Stubbekøbing og 8 km sydøst for kommunesædet Nykøbing Falster. Byen hører til Guldborgsund Kommune og ligger i Region Sjælland. I 1970-2006 hørte byen til Sydfalster Kommune.
Idestrup hører til Idestrup Sogn, og Idestrup Kirke ligger i byen. 3 km nord for byen ligger herregården Orupgård.

## Sønder Ørslev
Idestrup er vokset sammen med den tidligere landsby Sønder Ørslev mod øst. Da der er under 200 meter åbent land mellem dem, betragtes de som én by, så Sønder Ørslev er en bydel i Idestrup. Den hører også til Idestrup Sogn.

## Faciliteter
- I 2011 solgte kommunen Krogløvskolen, der blev opført i 1959, til Idestrup Privatskole. Den har 220 elever, fordelt på 0.-9. klassetrin.[2]
- Idestrup Hallen drives sammen med Idestrup Forsamlingshus, der har en stor sal til 130 spisende gæster og et selskabslokale til 45 personer.[3]
- Idestrup-Væggerløse Idrætsforening (IVI) er en gymnastikforening med ca. 400 medlemmer og hold i begge byer.[4]
- Idestrup Plejecenter har 23 1-rums plejeboliger, der er på 20-30 m² og har eget badeværelse. Et fællesrum i form af en glaspyramide kom til i 2000.[5] I 1999 var 5 af 35 pladser reserveret til senildemente, men nu er der bygget en skærmet dementafdeling ved navn Blomsterhaven til 12 beboere.
- Idestrup har et supermarked.

## Historie

### Oldtidsfund
I 1838 blev to bronzealderhøje udgravet ved Kirkevej. I 2011 viste en prøveudgravning på Højstedgårdvej fund fra den tidlige bondestenalder og rester af en landsby fra romersk jernalder.

### Landsbyerne
Idestrup landsby bestod i 1682 af 5 gårde, 4 huse med jord og 5 huse uden jord. Det samlede dyrkede areal udgjorde 158,5 tønder land skyldsat til 37,57 tønder hartkorn. Dyrkningsformen var trevangsbrug.
En af Frederik 4.s rytterskoler blev opført på Møllevej i Idestrup.
I 1899 beskrives Idestrup og Sønder Ørslev således: "Idestrup (gml. Form Idringsthorp) med Kirke, Præstegd., Skole, Forsamlingshus (opf. 1890), Øresparekasse (opr. 28/9 1880...Antal af Konti 69), Mølle, og Telefonstation;...Sønder-Ørslev med Mølle og Andelsmejeri". På målebordsbladene ses også et fattighus i den sydlige ende af Idestrup.

### Mejeriet
Idestrup Andelsmejeri startede i 1886 og kom til at ligge i Sønder Ørslev, hvor man købte jorden billigt. I 1912-68 var der en skomager og senere hans datter, der kørte tur i Nykøbing med smør fra mejeriet, først med hestevogn og senere i bil. Fra 1937 kørte en produktvogn rundt i Idestrups omegn med mælk og fløde, som forbrugerne kunne hælde i deres spande og flasker – det fortsatte indtil man gik over til mælk på flasker. I 1944 startede man på mejeriet et frysehus, hvor andelshaverne kunne leje 1-2 bokse. Idestrup Andelsmejeri blev nedlagt i 1969.

### Forsamlingshuset
Forsamlingshuset fra 1890 lå i forbindelse med Orupgård Brugsforening og var også mødelokale for sogneforstanderen. Det blev hurtigt for lille – karlenes gymnastikhold var på 80 mand – så man opførte det nuværende forsamlingshus, der blev indviet 17. november 1901. Ideen til at bygge en idrætshal i forbindelse med forsamlingshuset fremkom i 1972, og hallen blev indviet 20. april 1974.

### Stubbekøbingbanen
Sønder Ørslev fik jernbanestation på Stubbekøbing-Nykøbing-Nysted Banens strækning Nykøbing-Stubbekøbing (1911-66). Stationen havde et langt krydsningsspor og separat læssespor med stikspor til varehuset. Idestrup fik fra starten et trinbræt med læssespor til sukkerroer. Selvom det kun lå 1,2 km fra Sønder Ørslev Station, blev standsningsstedet Idestrup i 1918 opgraderet til holdeplads, og der blev opført en stationsbygning, dog uden varehus.
Stationsbygningerne blev tegnet af arkitekten H.C. Glahn. I Sønder Ørslev er den bevaret på Jernbanevej 15, og i Idestrup er den bevaret på Østersøvej 3. Østersøvej, der fungerer som omfartsvej syd om Idestrup og Sønder Ørslev, er på en 3 km lang strækning anlagt på banens tracé.

### Falsters Højspændingsværk
Nykøbing havde fået elværk i 1907, men byggede kun til købstadens eget forbrug. I Idestrup Sogn overvejede man derfor at opføre et lavspændings-elværk, men da flere sogne var interesserede i at komme med, blev planen ændret til et højspændingsværk. Det blev vedtaget på en generalforsamling 20. marts 1912, hvor 150 mennesker var mødt op i Idestrup Forsamlingshus. Der blev købt en grund ved Sønder Ørslev Station, og leveringen af strøm startede 24. oktober 1912. Der var tilsluttet 44 byer, opført 49 transformatorstationer og installeret over 20.000 lamper og ca. 2.300 motorer.
Værket fusionerede 1. april 1951 med Sydsjællands Elektricitetsværk under navnet "SEAS". Værkets 28 arbejdere og 24 funktionærer fik alle tilbudt fortsat arbejde hos SEAS. SEAS fusionerede 1. januar 2005 med Andelsselskabet Nordvestsjællands Elektricitetsværk (NVE) under navnet SEAS-NVE.

### Alderdomshjemmet
Det gamle fattighus bestod af et alderdomshjem og en husvildeafdeling. Sidstnævnte blev revet ned i 1975, og der blev bygget brugsforening, som nu rummer frivilligcentret Blæksprutten. Idestrup Sognekommune byggede i 1924 et større og bedre alderdomshjem, som efter renovering og tilbygning i 1989 blev til det nuværende Idestrup Plejecenter.
Omkring 1940 kom "De gamles Hjem", som alderdomshjemmet hed, også til at rumme kommunekontoret og et lokale, hvor sognerådet holdt møder. Det varede indtil kommunalreformen i 1970, hvor Idestrup Sogn indgik i Sydfalster Kommune med Væggerløse som kommunesæde.

### Biblioteket
Sognebiblioteket var startet i 1904, og bøgerne var blevet flyttet flere gange inden de i 1937 fik plads i et kælderrum på alderdomshjemmet. I 1959 flyttede biblioteket til Kroghøjskolen, og fra 1965 blev det drevet af kommunen. Efter kommunesammenlægningen fik biblioteket i 1974 en tilbygning, men i 2004 blev Idestrup Bibliotek nedlagt og erstattet af en bogbus.

### Genforeningssten
Ved forsamlingshuset står en sten, der blev afsløret i eftersommeren 1921 til minde om Genforeningen i 1920.